# Jean-Christophe Bette
Jean-Christophe Bette (Saint-Germain-en-Laye, 3 dicembre 1977) è un canottiere francese.

## Palmarès
- Giochi olimpici

Sydney 2000: oro nel quattro senza pesi leggeri.
- Mondiali

Colonia 1998: oro nel due senza pesi leggeri.
Lucerna 2001: oro nell'otto pesi leggeri, bronzo nel quattro senza pesi leggeri.
Kaizu 2005: oro nel quattro senza pesi leggeri.
Eton 2006: argento nel quattro senza pesi leggeri.
Monaco di Baviera 2007: argento nel quattro senza pesi leggeri.
Poznan 2009: oro nel due senza pesi leggeri.
Karapiro 2010: oro nel quattro senza pesi leggeri.
Plovdiv 2012: bronzo nel due senza pesi leggeri.
- Europei

Brest 2009: oro nel quattro senza pesi leggeri.